# Dillwynia parvifolia
Dillwynia parvifolia är en ärtväxtart som beskrevs av John Sims. Dillwynia parvifolia ingår i släktet Dillwynia och familjen ärtväxter.

## Underarter
Arten delas in i följande underarter:
- D. p. parvifolia
- D. p. trichopoda